# Landesunfallkasse Niedersachsen
Die Landesunfallkasse Niedersachsen ist eine rechtsfähige landesunmittelbare Körperschaft des öffentlichen Rechts mit Selbstverwaltung (Sitz Hannover).
Sie gehört zu den nach § 114 SGB VII aufgeführten Unfallversicherungsträgern der Gesetzlichen Unfallversicherung.

## Aufgaben
Ihre Aufgabe ist es, nach Maßgabe des Siebten Buches Sozialgesetzbuch (SGB VII) mit allen geeigneten Mitteln Arbeitsunfälle und Berufskrankheiten sowie arbeitsbedingte Gesundheitsgefahren zu verhüten und nach Eintritt von Arbeitsunfällen oder Berufskrankheiten die Gesundheit und die Leistungsfähigkeit der Versicherten mit allen geeigneten Mitteln wiederherzustellen und sie oder ihre Hinterbliebenen durch Geldleistungen zu entschädigen.
Die der Unfallkasse obliegenden Aufgaben der gesetzlichen Unfallversicherung nimmt der Gemeinde-Unfallversicherungsverband Hannover nach Maßgabe der Verwaltungsvereinbarung zwischen dem Gemeinde-Unfallversicherungsverband Hannover und der Unfallkasse wahr.

## Versicherte
Die Unfallkasse ist im Gebiet des Landes Niedersachsen für ihre Unternehmen (Verwaltungen, Anstalten und Betriebe) zuständig. Hierzu gehören auch die in selbstständiger Rechtsform betriebenen Unternehmen, an denen das Land allein oder zusammen mit Gemeinden oder Gemeindeverbänden, einem anderen Land oder dem Bund unmittelbar oder mittelbar überwiegend beteiligt ist oder auf deren Organe es einen ausschlaggebenden Einfluss hat (§§ 128 Abs. 1 Nr. 1 a, 129 a SGB VII). Dies gilt auch für die in selbstständiger Rechtsform betriebenen Unternehmen, an denen das Land allein oder zusammen mit Gemeinden oder Gemeindeverbänden überwiegend beteiligt ist oder auf ihre Organe einen ausschlaggebenden Einfluss hat und die vom Land Niedersachsen der Unfallkasse zugewiesen sind (§ 218 d SGB VII i. V. m. § 128 Abs. 4 SGB VII in der Fassung vom 7. August 1996).
Weiterhin ist sie für Körperschaften, Anstalten oder Stiftungen des öffentlichen Rechts zuständig, für die die Unfallkasse nach anderen gesetzlichen Vorschriften Versicherungsträger geworden ist sowie für die Unternehmen (Verwaltungen, Anstalten, Einrichtungen und Betriebe) des Landes (§ 128 Abs. 1 Nr. 1 SGB VII).
Nachfolgende Personen sind nach dem SGB VII bei der Landesunfallkasse Niedersachsen versichert:
- Beschäftigte in den Unternehmen des Landes sowie Personen, die in diesen Unternehmen wie Beschäftigte tätig werden (§ 2 Abs. 1 Nr. 1 und Abs. 2 Satz 1 SGB VII),
- Lernende während der beruflichen Aus- und Fortbildung in Betriebsstätten, Lehrwerkstätten, Schulungskursen und ähnlichen Einrichtungen, wenn ein Unternehmen des Landes Sachkostenträger ist (§§ 2 Abs. 1 Nr. 2, 136 Abs. 3 Nr. 3 SGB VII),
- Personen, die sich Untersuchungen, Prüfungen oder ähnlichen Maßnahmen unterziehen, die aufgrund von Rechtsvorschriften zur Aufnahme einer versicherten Tätigkeit oder infolge einer abgeschlossenen versicherten Tätigkeit erforderlich sind, soweit die Maßnahme von einem Unternehmen des Landes veranlasst worden ist (§§ 2 Abs. 1 Nr. 3, 128 Abs. 1 Nr. 5 SGB VII),
- behinderte Menschen, die in nach dem Schwerbehindertengesetz anerkannten Werkstätten für behinderte Menschen oder in nach dem Blindenwarenvertriebsgesetz anerkannten Blindenwerkstätten oder für diese Einrichtungen in Heimarbeit tätig sind, soweit die Unfallkasse für die genannten Einrichtungen zuständig ist (§§ 2 Abs. 1 Nr. 4, 128 Abs. 1 Nr. 1 SGB VII),
- Kinder während des Besuchs von Tageseinrichtungen, deren Träger für den Betrieb der Einrichtungen der Erlaubnis nach § 45 des Achten Buches Sozialgesetzbuch oder einer Erlaubnis aufgrund einer entsprechenden landesrechtlichen Regelung bedürfen sowie während der Betreuung durch geeignete Tagespflegepersonen im Sinne von § 23 SGB VIII(§ 2 Abs. 1 Nr. 8 a SGB VII),
- Schüler während des Besuchs von allgemein- oder berufsbildenden Schulen und während der Teilnahme an unmittelbar vor oder nach dem Unterricht von der Schule oder im Zusammenwirken mit ihr durchgeführten Betreuungsmaßnahmen (§ 2 Abs. 1 Nr. 8 b SGB VII),
- Studierende während der Aus- und Fortbildung an Hochschulen (§ 2 Abs. 1 Nr. 8 c SGB VII), wenn das Land Sachkostenträger ist oder es sich um den Besuch von Tageseinrichtungen, von Trägern der freien Jugendhilfe oder von anderen privaten, als gemeinnützig im Sinne des Steuerrechts anerkannten Tageseinrichtungen oder von privaten Schulen oder privaten Hochschulen handelt oder die Betreuung durch geeignete Tagespflegepersonen im Sinne von § 23 SGB VIII erfolgt (§§ 128 Abs. 1 Nr. 1 und 3, 136 Abs. 3 Nr. 3 SGB VII),
- Personen, die für Körperschaften, Anstalten oder Stiftungen des öffentlichen Rechts oder deren Verbände oder Arbeitsgemeinschaften oder für Einrichtungen, für die die Unfallkasse zuständig ist, oder für privatrechtliche Organisationen im Auftrag oder mit ausdrücklicher Einwilligung, in besonderen Fällen mit schriftlicher Genehmigung von Gebietskörperschaften, ehrenamtlich tätig sind oder an Ausbildungsveranstaltungen für diese Tätigkeit teilnehmen (§§ 2 Abs. 1 Nr. 10, 128 Abs. 1 Nr. 1, Abs. 3 Satz 1,136 Abs. 3 Nr. 5 SGB VII),
- Personen (§ 2 Abs. 1 Nr. 11a SGB VII), die von einer Körperschaft, Anstalt oder Stiftung des öffentlichen Rechts, für die die Unfallkasse zuständig ist, zur Unterstützung einer Diensthandlung herangezogen werden,
- Personen (§ 2 Abs. 1 Nr. 11b SGB VII), die von einer dazu berechtigten öffentlichen Stelle des Landes als Zeugen zur Beweiserhebung herangezogen werden,
- Personen, die Blut oder körpereigene Organe, Organteile oder Gewebe spenden, soweit die Unfallkasse für das Unternehmen zuständig ist, das die Maßnahme zur Gewinnung von Blut oder Gewebe durchführt (§§ 2 Abs. 1 Nr. 13 b , 133 Abs. 1 SGB VII). Dies gilt auch für Personen, die im Ausland tätig werden, wenn sie im Inland ihren Wohnsitz oder gewöhnlichen Aufenthalt haben,
- Personen, die auf Kosten einer Krankenkasse, für die die Unfallkasse zuständig ist, stationäre oder teilstationäre Behandlung oder stationäre, teilstationäre oder ambulante Leistungen zur medizinischen Rehabilitation erhalten (§§ 2 Abs. 1 Nr. 15 a, 128 Abs. 1 Nr. 1, 136 Abs. 3 Nr. 2 SGB VII),
- Personen die auf Kosten der Unfallkasse an vorbeugenden Maßnahmen nach § 3 der Berufskrankheitenverordnung teilnehmen (§ 2 Abs. 1 Nr. 15 c, 132, 136 Abs. 3 Nr. 2 SGB VII),
- Personen, die während einer aufgrund eines Gesetzes angeordneten Freiheitsentziehung oder aufgrund einer strafrichterlichen, staatsanwaltschaftlichen oder jugendbehördlichen Anordnung wie Beschäftigte tätig werden (§§ 2 Abs. 2 Satz 2, 128 Abs. 1 Nr. 8 SGB VII),
- Personen, die wie Beschäftigte für nicht gewerbsmäßige Halter von Fahrzeugen oder Reittieren tätig werden (§§ 2 Abs. 2, 128 Abs. 1 Nr. 9 SGB VII),
- Deutsche, die im Ausland bei einer amtlichen Vertretung des Landes oder bei deren Leitern, deutschen Mitgliedern oder Bediensteten beschäftigt sind (§§ 2 Abs. 3 Nr. 1,128 Abs. 1 Nr. 10 SGB VII),
- Personen, die nicht bei einem Landesunternehmen beschäftigt sind, sich aber auf der Unternehmensstätte im Auftrag oder mit Zustimmung des Unternehmers aufhalten,[7]
- Personen, die sich freiwillig gegen die Folgen von Arbeitsunfällen und Berufskrankheiten versichern können. Hierzu gehören Personen, die in Kapital- oder Personen-handelsgesellschaften regelmäßig wie Unternehmer selbstständig tätig sind (Unternehmer-ähnliche Personen) oder gewählte Ehrenamtsträger in gemeinnützigen Organisationen, soweit die Unfallkasse auch für das Unternehmen zuständig ist und sie nicht schon aufgrund anderer Vorschriften versichert sind.[8]
- Unfallversicherungsschutz besteht auch für ehrenamtlich Tätige und bürgerschaftlich Engagierte, soweit diese nicht schon nach § 2 SGB VII gesetzlich versichert sind und soweit sie sich nicht freiwillig in der gesetzlichen Unfallversicherung versichern können. Die Tätigkeit muss unentgeltlich ausgeübt werden, dem Gemeinwohl dienen und für eine Organisation erfolgen, die ohne Gewinnerzielungsabsicht Aufgaben ausführt, welche im öffentlichen Interesse liegen oder gemeinnützige bzw. mildtätige Zwecke fördern. Die Versicherung umfasst auch Personen, die ihren Wohnsitz oder gewöhnlichen Aufenthalt im Ausland haben.